# Noises Off
Noises Off (Brasil: Impróprio para Menores ) é um filme de comédia produzido nos Estados Unidos, dirigido por Peter Bogdanovich e lançado em 1992.